# IBM System/4 Pi

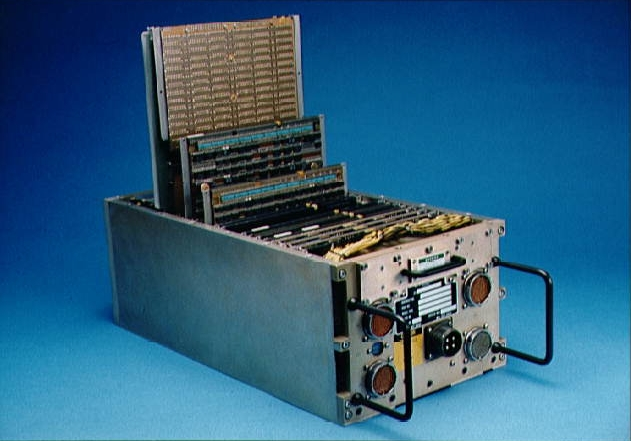
Az IBM AP-101S Space Shuttle General Purpose Computer szintén a System/4 Pi család tagja

Az IBM System/4 Pi egy sugárzástűrő avionikai számítógépcsalád, amelynek tagjait különféle változatokban a B–52 Stratofortress bombázóban, az F–15 Eagle vadászrepülőgépben, az E–3 Sentry légtérellenőrző repülőgépben, a NASA Skylab-programjában, a MOL űreszközeiben, a Space Shuttle űrsiklóban, valamint számos más légijárműben alkalmazták. Ezt a gépcsaládot az IBM System/360 nagyszámítógépcsalád alapján fejlesztették ki, a légi és űrrepülés speciális körülményeit is figyelembe véve.
A Skylab űrállomáson egy TC-1 jelű modellt alkalmaztak, melynek szóhossza 16 bites, 16 384 szavas memóriával rendelkezett és egyedi bemeneti/kimeneti eszközökkel volt fölszerelve.

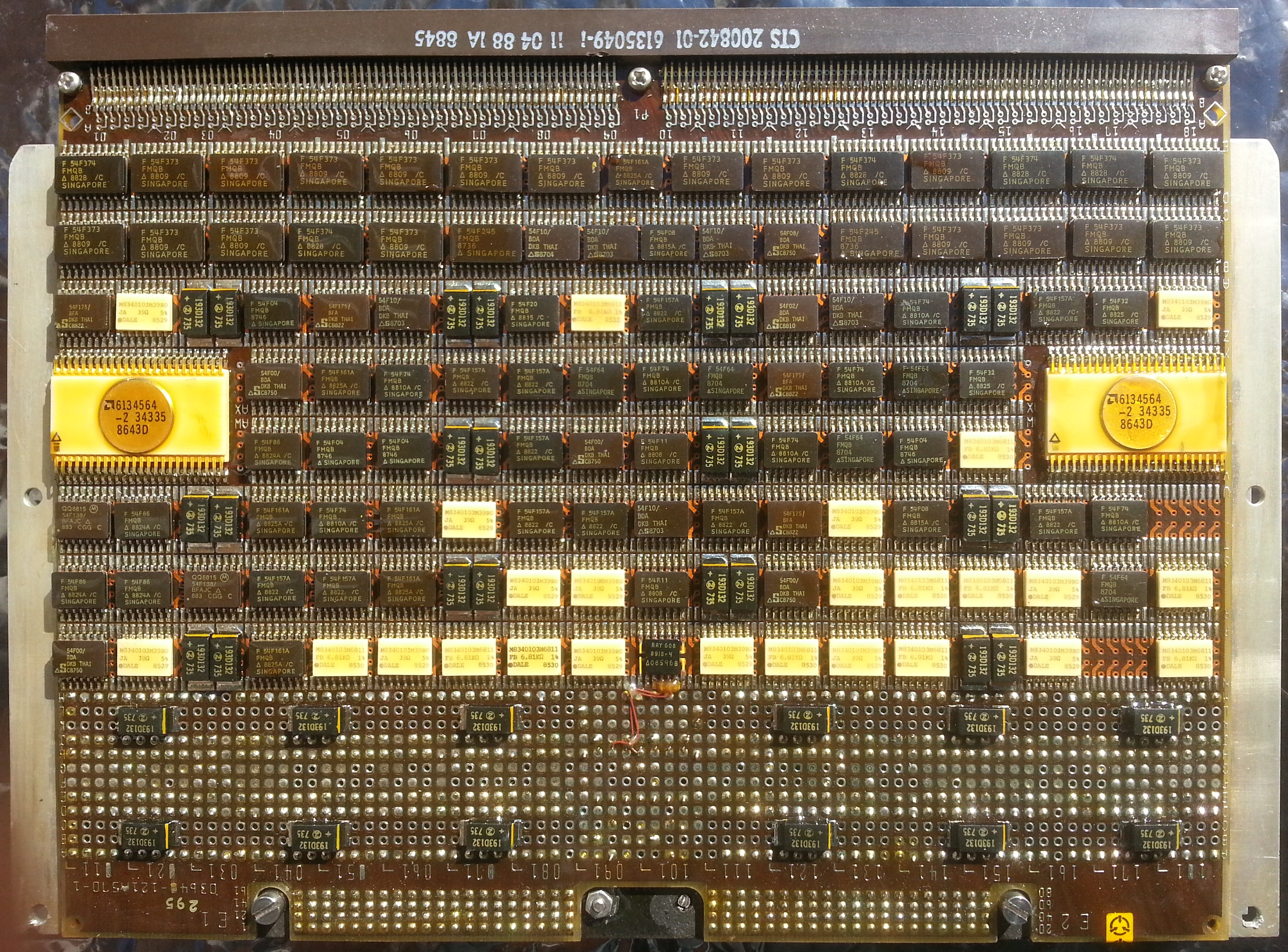
Félvezetős memóriakártya az IBM AP-101S Space Shuttle GPC számítógépből

A gépcsalád csúcsmodellje a 4 Pi, a B-52-es nehézbombázóban alkalmazott AP-101 modell. Az USA Haditengerészete egy hasonló változatot használt, az AN/ASQ-155 jelű modellt, a repülőgép-hordozókra telepített A-6E/A-6E TRAM közepes csatarepülőgépekben (bár a forrás szerint ez a modell Texas integrált áramkörökkel van szerelve, ami nem valószínű egy IBM gyártmányú gépben). A Shuttle űrsiklót öt AP-101 számítógép vezérelte, melyből négy darab egy redundáns konfigurációba volt szerelve és az ötödik alkotta a tartalékot.
A rendszer neve matematikai ihletésű: azon a tényen alapul, hogy a teljes gömb mértéke 4π szteradián, térszögben kifejezve, míg a teljes kör, ill. a teljes szög mértéke 360 fok – innen származik a System/4 Pi és System/360 elnevezés. Ez azt is kifejezi, hogy a System/4 Pi az IBM System/360 az avionika háromdimenziós világában alkalmazott egyik változata.

## Fordítás
Ez a szócikk részben vagy egészben  az   IBM System/4 Pi című angol Wikipédia-szócikk ezen változatának fordításán alapul.  Az eredeti cikk szerkesztőit annak laptörténete sorolja fel. Ez a jelzés csupán a megfogalmazás eredetét és a szerzői jogokat jelzi, nem szolgál a cikkben szereplő információk forrásmegjelöléseként.